# 2511-es mellékút (Magyarország)
A 2511-es számú mellékút egy bő 32 kilométer hosszú, négy számjegyű mellékút Borsod-Abaúj-Zemplén vármegyében. Útvonala a Bükk hegységet észak-déli irányban keresztülszelő egyik leghosszabb völgyben, a Hór-patak völgyében húzódik. Csak az első, körülbelül 16 kilométere és legutolsó rövid szakasza aszfaltburkolatú, a hegység mélyében húzódó, közbenső, több mint 15 kilométernyi szakasz erdei út.

## Nyomvonala
A 3-as főútból ágazik ki, a 140+200-as kilométerszelvényénél lévő körforgalmú csomópontból, Mezőkövesd északi részén; ugyanebbe a körforgalomba a túloldalról a város belsőbb részei felől érkező Bogácsi út torkollik be. Kezdettől fogva nagyjából párhuzamosan halad a Hór-patakkal észak-északnyugat felé, elhalad a Hór-völgyi víztározó mellett, majd a 4+700-as kilométerszelvényénél, nem messze Mezőkövesd, Bogács és Tard hármashatárától (de Tard területét elkerülve) átlép Bogácsra.
A 9+800-as kilométerszelvénye közelében éri el Bogács központját, ott torkollik bele a 2504-es út, bő 17 kilométer megtétele után. A 11+400-as kilométerszelvény közelében átlép Cserépfalu területére, az észak-déli irányban hosszan elnyúló település központja a 14. kilométere közelében található. A 15+650-es kilométerszelvénye közelében kiágazik belőle nyugat felé a 25 112-es út, de az utóbbi burkolatminősége jobb a 2511-es továbbhaladó szakaszánál, semmi jel nem mutat arra, hogy az elkanyarodó szakasz alsóbbrendű lenne a Hór-völgyben maradóhoz képest. A kettéágazási pont közelében található a fontos őskori lelőhelynek számító Suba-lyuk barlang.
Az út innentől kátyús, rossz minőségű erdei útként halad tovább, ezután is nagyjából északnak tartva, változatlanul a Hór-patak folyását kísérve. A 22+500-as kilométerszelvénye közelében eléri Bükkzsérc határát, de a települést nem közelíti meg. Ettől kezdve egészen a 25. kilométeréig Bükkzsérc és Cserépfalu határán húzódik, majd azon a helyen négy település közigazgatási területe találkozik egy pontban – az előbbi kettő, valamint Kisgyőr és Répáshuta területe. Az út innentől körülbelül egy kilométeren át az utóbbi két település határvonalát követi, majd a 26. kilométere előtt teljesen Répáshuta területére lép át, itt torkollik bele a község lakott területét feltáró 2512-es út.
Répáshuta külterületének keleti részén az út eléri, majd elhagyja a Hór-patak forrásvidékét, onnantól Bükkszentkereszt és Kisgyőr határvidékére ér át. További 4-5 kilométernyi, magas hegyek közötti kanyargást követően Hollóstető településrésznél torkollik bele a 2505-ös útba, annak 36. kilométere közelében, csak az utolsó rövid szakaszán van ismét aszfaltburkolata. Teljes hossza az országos közutak tárképes nyilvántartását szolgáló kira.gov.hu adatbázisa szerint 32,160 kilométer.